# 기아 세피아
기아 세피아(Kia Sephia)는 대한민국의 대표적인 자동차 제조업체인 기아자동차에서 1992년 9월부터 2000년 5월까지 판매되었던 전륜구동 준중형 승용차이다.

## 1세대(S)

### 세피아(1992년9월~1994년11월)

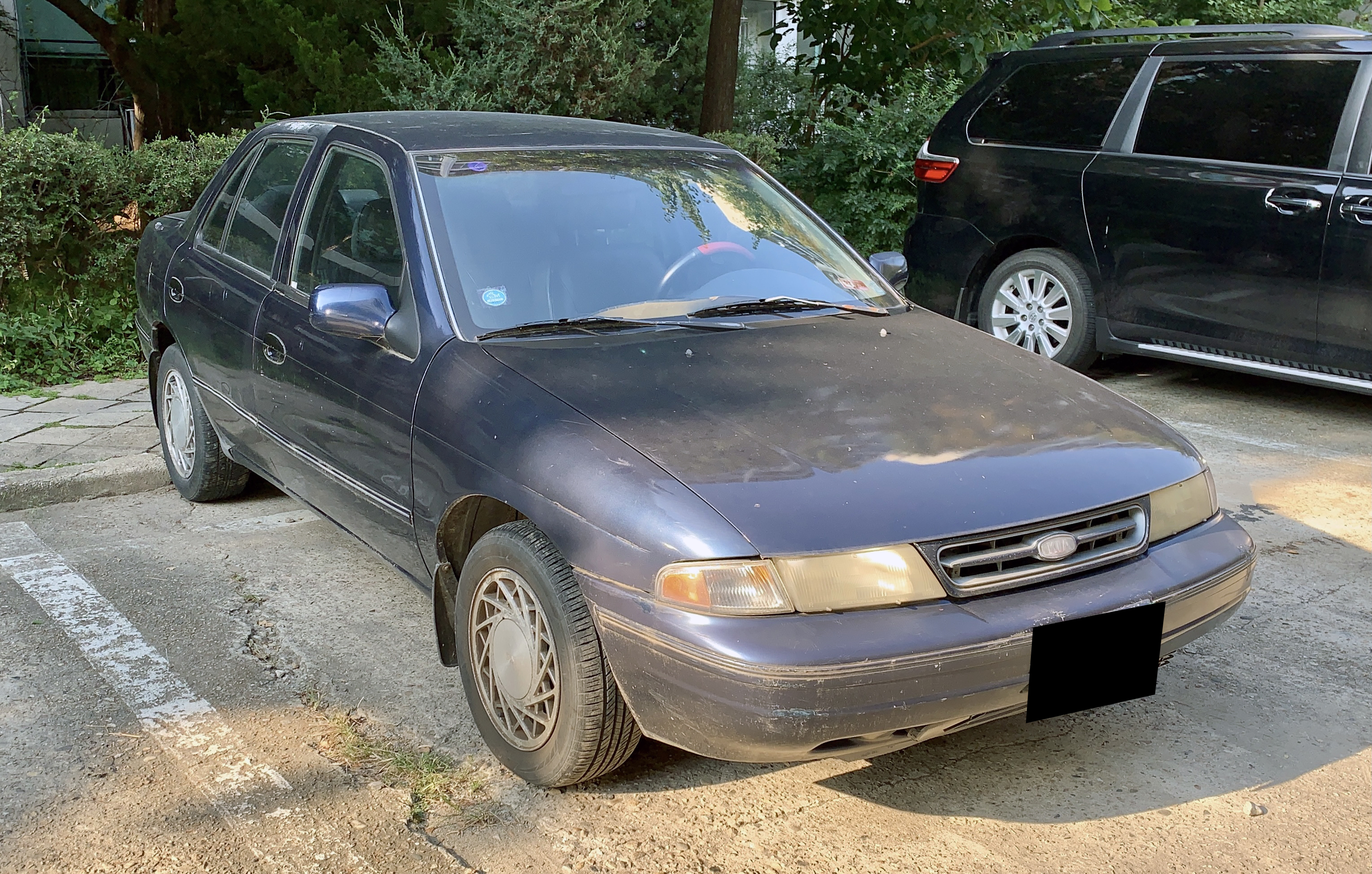
기아 세피아 정측면

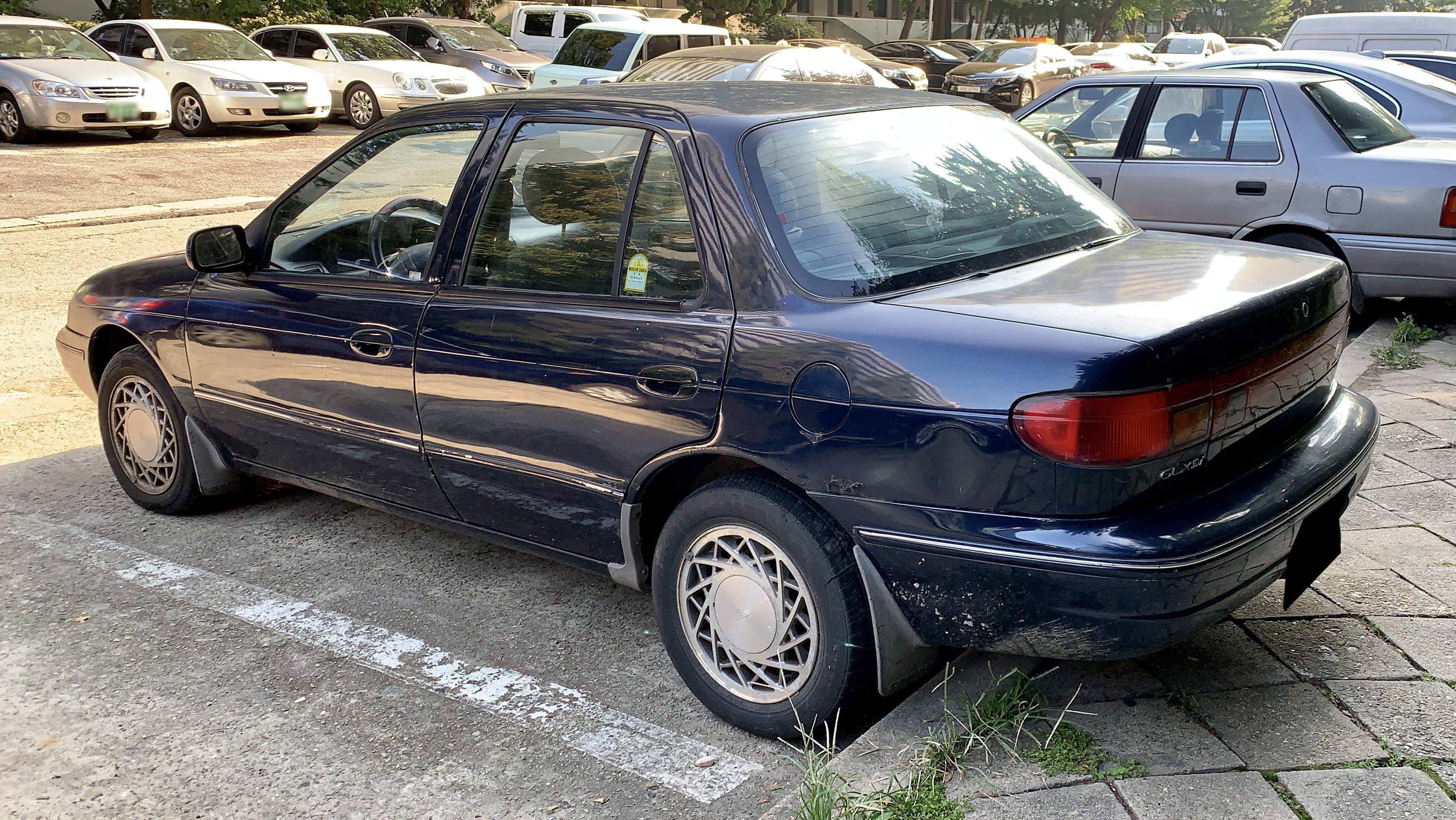
기아 세피아 후측면

기아자동차는 당시 준중형 시장에서 경쟁력을 잃고 있었던 캐피탈을 대신할 차가 필요하였다.
당초 기아자동차는 일본의 마쓰다 패밀리아의 섀시를 가져와 차체만 독자 개발하여 준중형 시장에 진입하려 하였으나, 그 이전에 프라이드의 생산과 개량 작업에서 기아자동차가 보인 능력에 경계심을 가져 기아자동차의 성장을 견제하고자 했던 마쓰다는 기아자동차의 의뢰를 거부했다.
당시 기아자동차가 보유하고 있었던 유일한 승용차인 프라이드의 성장 한계에 직면하고 있던 기아자동차는 마쓰다로부터의 기술 도입이 좌절되자 진퇴양난에 빠지게 되었다.
이로 인하여 포드와 함께 UW-52 프로젝트를 진행하다가 우여곡절 끝에 스포티지의 독자 개발을 추진하게 된 기아자동차는 스포티지의 개발 과정에서 얻은 개발 노하우를 기본으로, 창업 이래의 숙원이던 고유모델의 확보를 위하여 S-Car라는 또 하나의 프로젝트를 추진하게 되었다.
1988년 6월부터 극비리에 개발, 추진해 온 기아자동차는 개발비만 1,200억 원, 총 5,300억 원의 자금을 투자하여 마침내 1991년 10월 26일 도쿄 모터쇼에서 스포티지와 함께 세피아를 출품하며 첫 선을 보인다.
이 프로젝트를 통하여 기아자동차는 자사 최초로 전륜구동 플랫폼을 독자적으로 개발하게 된다. 1.5리터 가솔린 엔진은 마쓰다에서 공급해 주었으며, 1.5리터 DOHC 엔진은 캐피탈과 공용했지만 세팅을 달리하여 장착했다.
차명으로 사용된 '세피아(Sephia)'는 Saferty(안전), Economy(경제성), Practical(실용적), High-tech(하이테크의), Ideal(이상적), Automobile(자동차)라는 여섯가지 의미를 함축한 뜻에서 비롯된 말이다.
당시 대한민국 자동차 산업에서는 무모하다고 생각될 만큼의 모험적인 시도였으나, 프로젝트는 순조롭게 진행되었다. 이와 더불어 독자적인 가솔린 엔진의 개발도 시작되었으며, 이 가솔린 엔진은 T8D 1.8리터 DOHC 가솔린 엔진으로 완성된다.
이후 약 10개월간 연구 검토를 거친 후 1992년 9월 22일 한국종합전시장에서 신차발표회를 갖고 출시되었다.
이에 앞서 기아자동차는 경기도 화성시 우정읍 석천리 공장에 연 15만대 생산이 가능한 생산라인을 700억원을 투자해 증설하였다.
준중형 시장에서 경쟁 차종인 엘란트라를 판매율로 따돌린후 베스트셀러로 자리매김하였다.
출시 이후 23일부터 24일까지 KOEX 대서양관 3층에서 신차발표전시회를 열기도 하였다.
당초 2도어 4인승 세피아 컨버터블 또한 출시할 예정이였으나 시장성이 떨어진다고 판단, 출시되지는 않았다.
세피아는 첨단 바이오테크, 슈퍼에어로 스타일으로 명명된 Slant & Wide 스타일과 초슬림형 헤드램프로 인기를 끌었고 고장력 강판 채용과 동급 최대 윤거로 인해 동시대 국산차에 비해 훨씬 경쾌한 달리기 성능을 제공하여 한때 공공 도로의 제왕으로 불리기도 하였으며, 우수한 응답성 및 경쾌한 스피드로 초기 시승 및 평가에서 예상을 뛰어넘는 호평을 받았다.
동급 최초로 4륜 디스크 브레이크를 옵션으로 제공했으며 GLX Image에는 리어 스포일러, 리어피니셔도 장착했다. GLX Image에는 당시에는 생소한 VFD(형광표시판) 디지털 계기판에다 실내온도를 자동으로 감지하는 세미 오토 에어컨이 장착되었고 동급 최대로 6단 조절식 공조기 시스템을 선보였다.
세피아는 주요 수출 예상 지역으로 알려진 북미시장 출시에 앞서 미국하고 캐나다의 폭염, 혹한 지역 테스트를 하였기도 하였다.
MBSP와 IS를 탑재해 NVH 성능 강화, 저소음을 실현하였으며 차체 안전성 설계를 슈퍼컴퓨터를 이용해 실시, 세피아는 보닛등 주요 부품에 30%가량 고장력 강판을 채용했다.
또한 전면 충돌시 탑승객을 보호하기 위해 측면 펜더에 프레임을 장착했고 엔진룸과 인패널 실내 출입을 막기위해 T자형 프레임을 장착하였다.
정비성 향상을 위하여 국내 최초로 엔진을 10도 경사를 주어 장착하기도 했다.
충격흡수식 핸들(EASC)가 탑재되었고 엔진감응형 파워핸들, 쇽업소바 미저속밸브에 도어 임팩트 바를 이중보강하여 장착했다.
또한 충돌시 도어 손상을 최소화하여 탈출을 용이하게 하는 논재밍 타입의 도어 설계를 적용했다.
이 때문에 미국 NHTSA에서 진행한 모든 충돌시험을 통과하였다.
내부는 인체공학적으로 설계된 중앙집중식 인스트루먼트 패널을 선보였다.
벨트 압박감을 기존의 1/2으로 경감시켜주는 ELR 안전벨트도 탑재하여 사고시 부상을 덜어줬다.
엔진성능 신뢰성을 높이기 위해 점화시기 자동 조절장치 ESA와 공회전 속도 자동 제어장치인 ISC, 자기 고장 진단장치 SD와 낮은 온도에서 시동성 향상을 위한 DE-CHOCK 시스템도 탑재했다.
당시 대한민국에서 만들어진 자동차의 최고 시속이 180km/h를 채 넘기지 못한 시절에 200km/h를 상회하는 뛰어난 주행 성능을 보였다. 오디오에 있어서도 초창기에는 GLX에는 2단 컴포넌트 및 이퀄라이저가 장착되었다.
이후 생산 모델은 파격적인 성능의 3DIN 7밴드 EQ를 장착(일부는 CD 플레이어가 옵션으로 선택 가능)한 인켈의 고성능 카 스테레오를 장착하였다.
이로 인해 당시 국산차 중 최초로 최단 기간 10만대 판매를 달성했다.
1993년에는 93 대전 엑스포의 공식 차량으로 지정되기도 하였다.
세피아는 또 판매개시 7개월만에 11,091대를 팔아 당시 승용차중 최단기간에 10만대를 돌파하기도 했다.
또 기아차로는 최초로 유럽에 수출된 이후 1993년 7월 12일 북미 시장에도 진출하였다.
1994년형 모델부터는 GLX 이미지 팩에 한정하여 브레이크 락 방지 장치 ABS(Anti-Lock Brake System)와 운전석 에어백을 장착하였다.

#### 라인업
| 구분   | 1.5ℓ SOHC 가솔린 | 1.5ℓ DOHC 가솔린   |
| ------ | ---------------- | ------------------ |
| 세피아 | SLX GTX          | GLX GLX (Image 팩) |

#### 제원
| 구분                 | 1.5ℓ SOHC                   | 1.5ℓ DOHC                   |
| -------------------- | --------------------------- | --------------------------- |
| 전장 (mm)            | 4,335                       | 4,335                       |
| 전폭 (mm)            | 1,695                       | 1,695                       |
| 전고 (mm)            | 1,390                       | 1,390                       |
| 축거 (mm)            | 2,500                       | 2,500                       |
| 윤거 (전, mm)        | 1,440                       | 1,440                       |
| 윤거 (후, mm)        | 1,435                       | 1,435                       |
| 승차 정원            | 5명                         | 5명                         |
| 변속기               | 수동 5단 자동 4단           | 수동 5단 자동 4단           |
| 구동 형식            | 전륜구동                    | 전륜구동                    |
| 연료                 | 가솔린                      | 가솔린                      |
| 연료 분사 방식       | MPI (Multi Point Injection) | MPI (Multi Point Injection) |
| 엔진 형식            | B5-ME                       | B5-DE                       |
| 배기량 (cc)          | 1,498                       | 1,498                       |
| 최고 출력 (ps/rpm)   | 92/5,500                    | 105/5,500                   |
| 최대 토크 (kg*m/rpm) | 13.5/2,500                  | 15.0/4,000                  |
| 서스펜션 (전)        | 맥퍼슨 스트럿               | 맥퍼슨 스트럿               |
| 서스펜션 (후)        | 듀얼 링크식 맥퍼슨 스트럿   | 듀얼 링크식 맥퍼슨 스트럿   |
| 최소 회전 반경 (m)   | 5.1                         | 5.1                         |
| 등판 능력 (tanθ rad) | 0.647                       | 0.647                       |
| 공차 중량 (kg)       | 1,015(수동)/ 1,060(자동)    | 1,050(수동)/ 1,080(자동)    |
| 연비 (km/ℓ)          | 15.75(수동)/ 12.58(자동)    | 15.97(수동)/ 12.35(자동)    |

### 뉴 세피아(1994년11월~1997년8월)

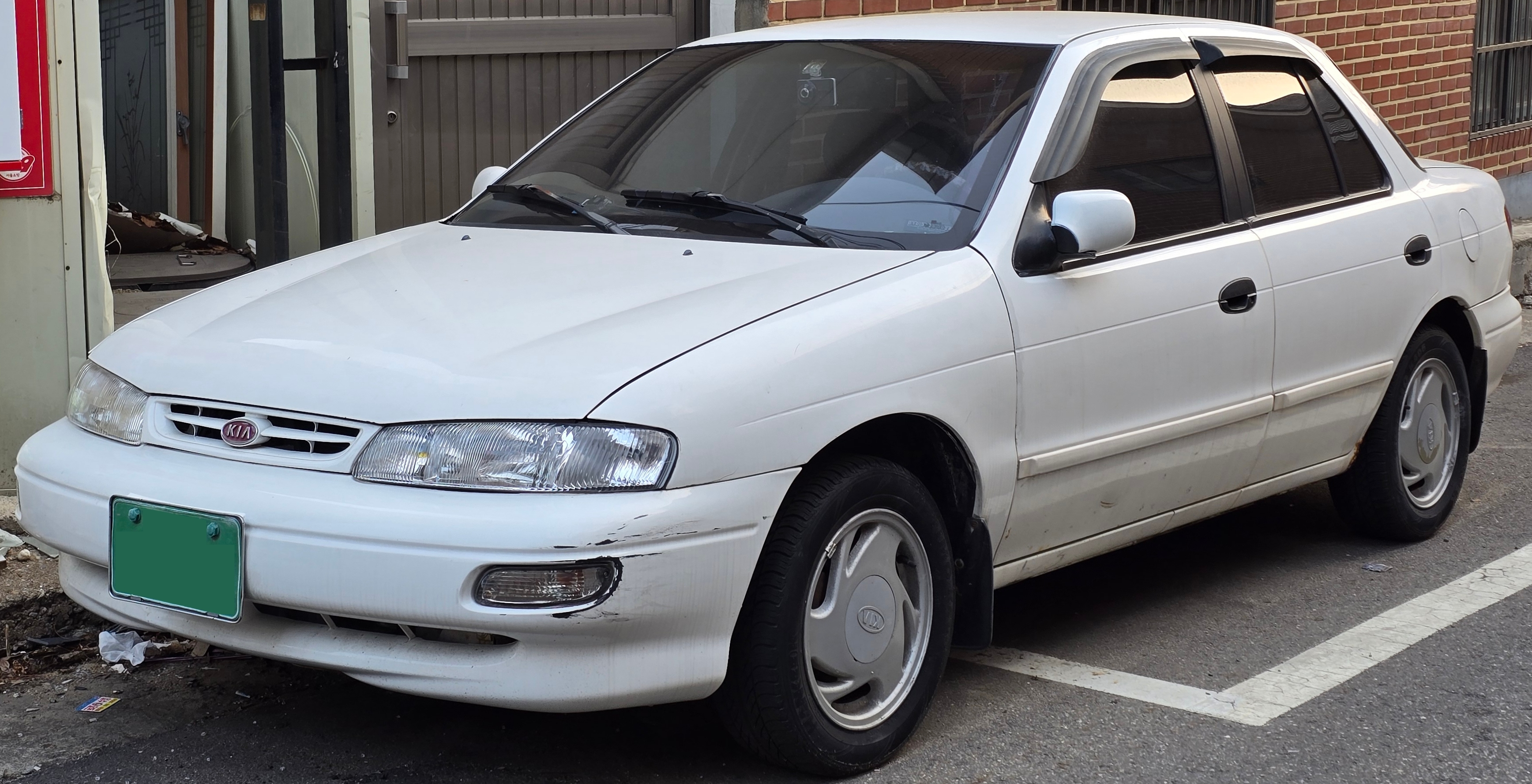
기아 뉴 세피아 정측면

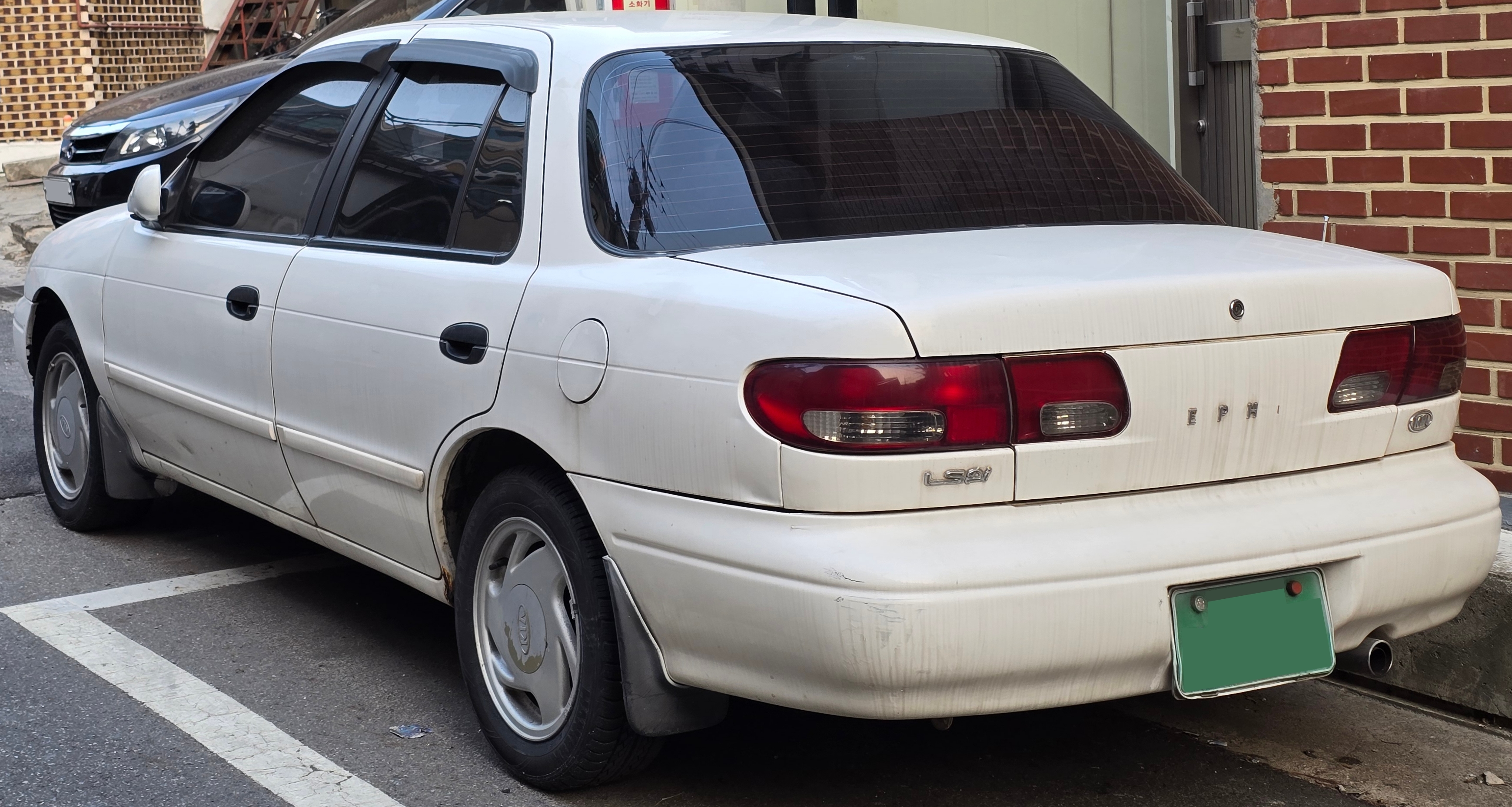
기아 뉴 세피아 후측면

1994년 11월 4일에 출시된 기존 세피아의 페이스리프트 차종으로, 세피아를 보다 둥글게 다듬었다.
더 커진 디자인으로 인해 기아자동차는 중형차 같은 준중형이라고 홍보하였고 이로 인해 판매율이 급속히 늘었다.
국내 최초로 안개등, 콤비 램프가 내장된 일체형 고광도 헤드램프를 적용했으며 일체형 대쉬보드도 적용했다.
조작성이 높고 도난 방지기능이 들어간 알파인 오디오를 옵션 사양으로 적용했고 로터리 절화식의 에어컨도 선택사양으로 넣었다.
안전성 개선 사양으로 T자 프레임을 강도가 높아졌으며 충격흡수 능력을 강화시킨 전면 패널과 뒷좌석까지 확대 적용한 도어 임팩트바, 사용 비율을 높인 고장력 강판이 있다.
에어백 또한 적용범위를 늘려 1997년형부터는 조수석에도 에어백이 옵션으로 적용되었다. 1995년부터 강화된 미국 연방 안전기준 (FMVSS)을 적용하여 570여 가지를 혁신적으로 바뀐 세피아는 새로 54km/h 측면 충돌 안전성을 확보하기 위해 특수 보강재, 시트하단 특수 프레임을 장착하였다.
뉴세피아는 강화된 미국 연방 교통안전국인 NHTSA(National Highway Traffic Saftey Adminstration)에서 에어백 없이 운전석 3성, 조수석 4성을 달성했고 또 에어백 장착 모델은 운전석과 조수석 모두 4성을 얻어 뛰어난 안전성을 어필했다.
뛰어난 주행 성능을 인정 받아 독일의 자동차 전문지인 오토모터 운트 스포트지가 실시한 구매후 1년 이상 운행한 실소비자 만족도 조사에서 2.25점을 받아 도요타 코롤라, 혼다 시빅을 따돌리고 소형차 부문 1위로 선정, 전차종 만족도중 포르쉐 911 2.31점, 벤츠 E클래스 왜건 2.30점에 이은 3위를 기록하여 우수성을 인정받았다.
또한 독자 개발된 전륜구동 플랫폼 역시 기술 도입선이던 마쓰다에서도 우수성을 높이 평가를 받아 당시까지만 해도 일방적 종속 관계이던 기술 협력에서 새로운 관계를 맺게 되는 도화선이 되기도 하였다.
인도네시아에서 국민차로 선정되기도 했으며 88개국 진출했다.
1995년에는 국제 자동차 연맹 (FIA)에서 개최하는 호주 세계 랠리에 출전하여 30개의 구간, 총 1,600km을 6시간 9분 37초에 완주하여 NP3 배개조 부문 (1,601~2,000cc)는 물론 NP2 비개조 부문 (1,301~1,600cc)에서 1위를 달성했다.
유럽 시장을 겨냥하여 제작한 세피아의 5도어 해치백 차종인 세피아 레오는 당초 1994년에 출시하기로 되었으나, 기아자동차의 경영 악화로 인하여 1996년 10월 23일에 출시된 데다 시장에서 성공하지 못하고 얼마 못가서 단종되고 말았다.
1996년 5월에 선보인 1997년형은 리어 램프의 디자인이 변경되고, 기아에서 자체 개발한 T8D 139마력 1.8ℓ DOHC 엔진이 추가되었다. 1.8리터 DOHC 모델의 출시에 따라 세피아는 완전 국산화된 고유모델로 기록됐다.
5도어 왜건 차종인 기아티모르(Timor) 세피아 왜건도 있었으나, 국내에서는 판매되지 않고 인도네시아에서만 판매되었다.
Timor S515i 형식으로 판매되었으며, 그 마저도 저조한 판매율료 인하여 실패작으로 끝나고 말았다.

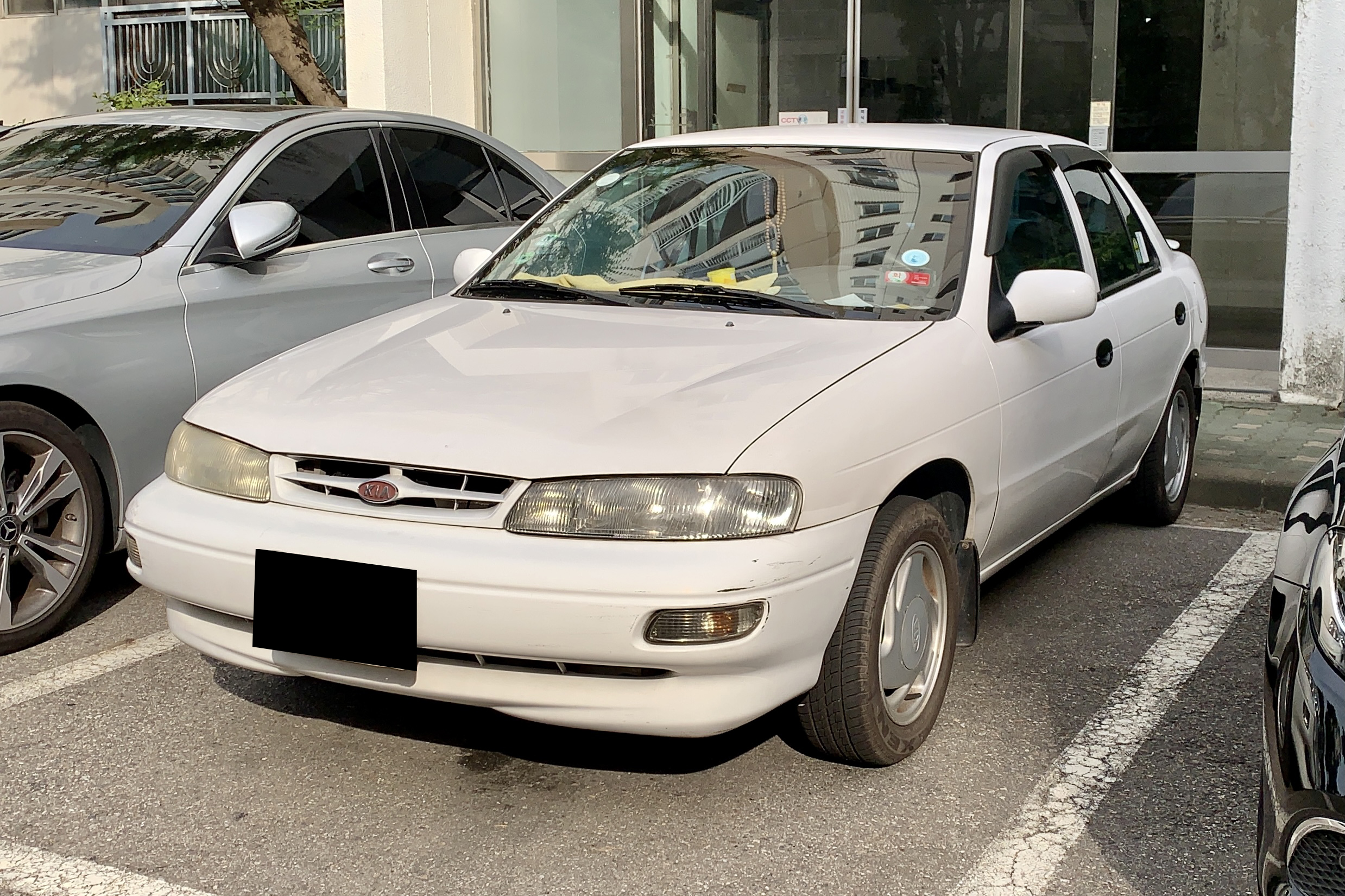
기아 뉴 세피아 레오 정측면
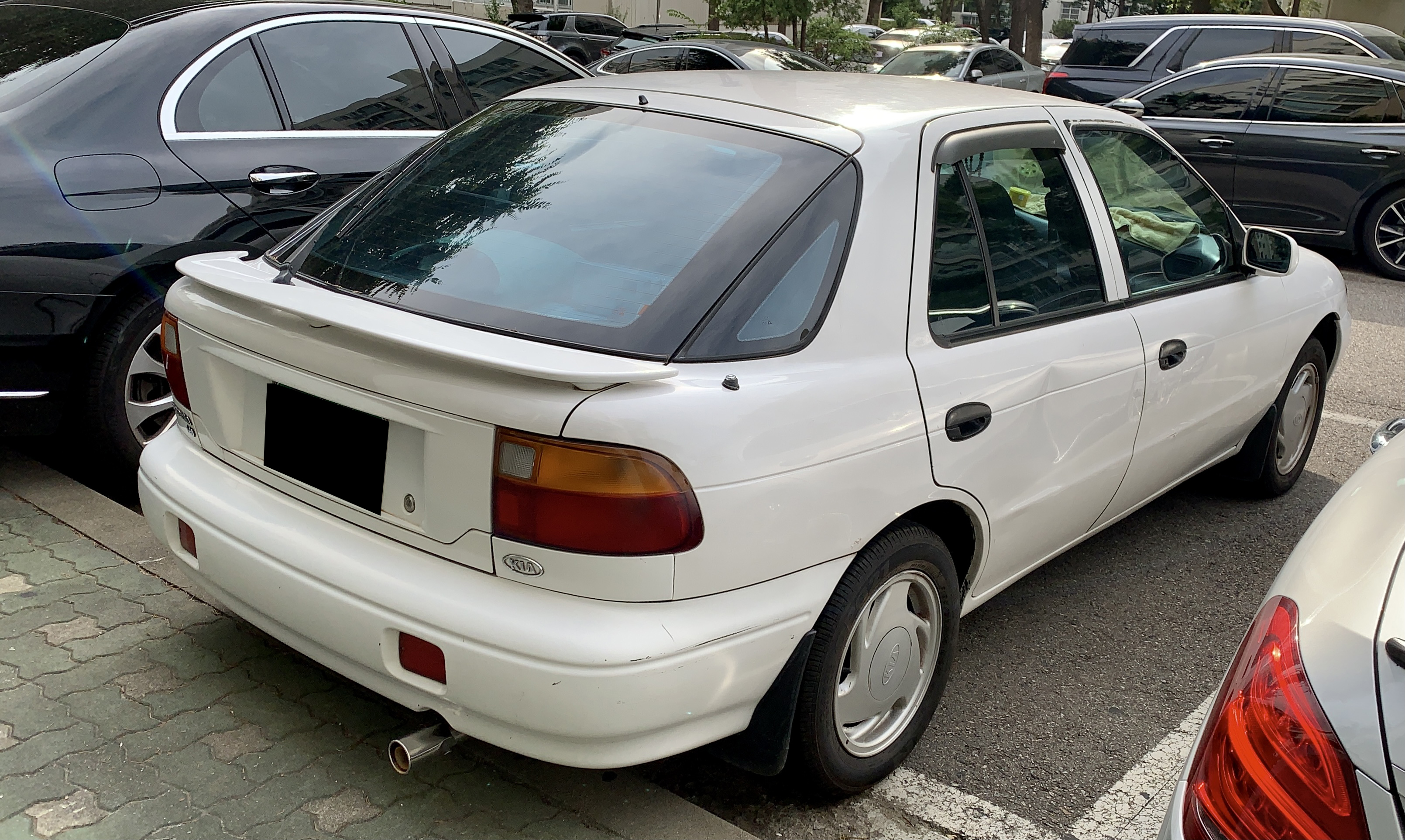
기아 뉴 세피아 레오 후측면

#### 제원
| 구분                 | 1.5ℓ SOHC                   | 1.5ℓ DOHC                   | 1.8ℓ DOHC                   |
| -------------------- | --------------------------- | --------------------------- | --------------------------- |
| 전장 (mm)            | 4,360 4,250(레오)           | 4,360 4,250(레오)           | 4,360 4,250(레오)           |
| 전폭 (mm)            | 1,695                       | 1,695                       | 1,695                       |
| 전고 (mm)            | 1,390                       | 1,390                       | 1,390                       |
| 축거 (mm)            | 2,500                       | 2,500                       | 2,500                       |
| 윤거 (전, mm)        | 1,440                       | 1,440                       | 1,440                       |
| 윤거 (후, mm)        | 1,435                       | 1,435                       | 1,435                       |
| 승차 정원            | 5명                         | 5명                         | 5명                         |
| 변속기               | 수동 5단 자동 4단           | 수동 5단 자동 4단           | 수동 5단 자동 4단           |
| 구동 형식            | 전륜구동                    | 전륜구동                    | 전륜구동                    |
| 연료                 | 가솔린                      | 가솔린                      | 가솔린                      |
| 연료 분사 방식       | MPI (Multi Point Injection) | MPI (Multi Point Injection) | MPI (Multi Point Injection) |
| 엔진 형식            | B5-ME                       | B5-DE                       | T8D                         |
| 배기량 (cc)          | 1,498                       | 1,498                       | 1,793                       |
| 최고 출력 (ps/rpm)   | 92/5,500                    | 105/5,500                   | 139/5,500                   |
| 최대 토크 (kg*m/rpm) | 13.5/2,500                  | 15.0/4,000                  | 17.8/4,500                  |
| 서스펜션 (전)        | 맥퍼슨 스트럿               | 맥퍼슨 스트럿               | 맥퍼슨 스트럿               |
| 서스펜션 (후)        | 듀얼 링크식 맥퍼슨 스트럿   | 듀얼 링크식 맥퍼슨 스트럿   | 듀얼 링크식 맥퍼슨 스트럿   |
| 연비 (km/ℓ)          | 15.75(수동)/ 12.58(자동)    | 15.97(수동)/ 12.35(자동)    | 14.1(수동)/ 11.3(자동)      |

## 2세대(S-2)

### 세피아 ll(1997년8월~2000년5월)

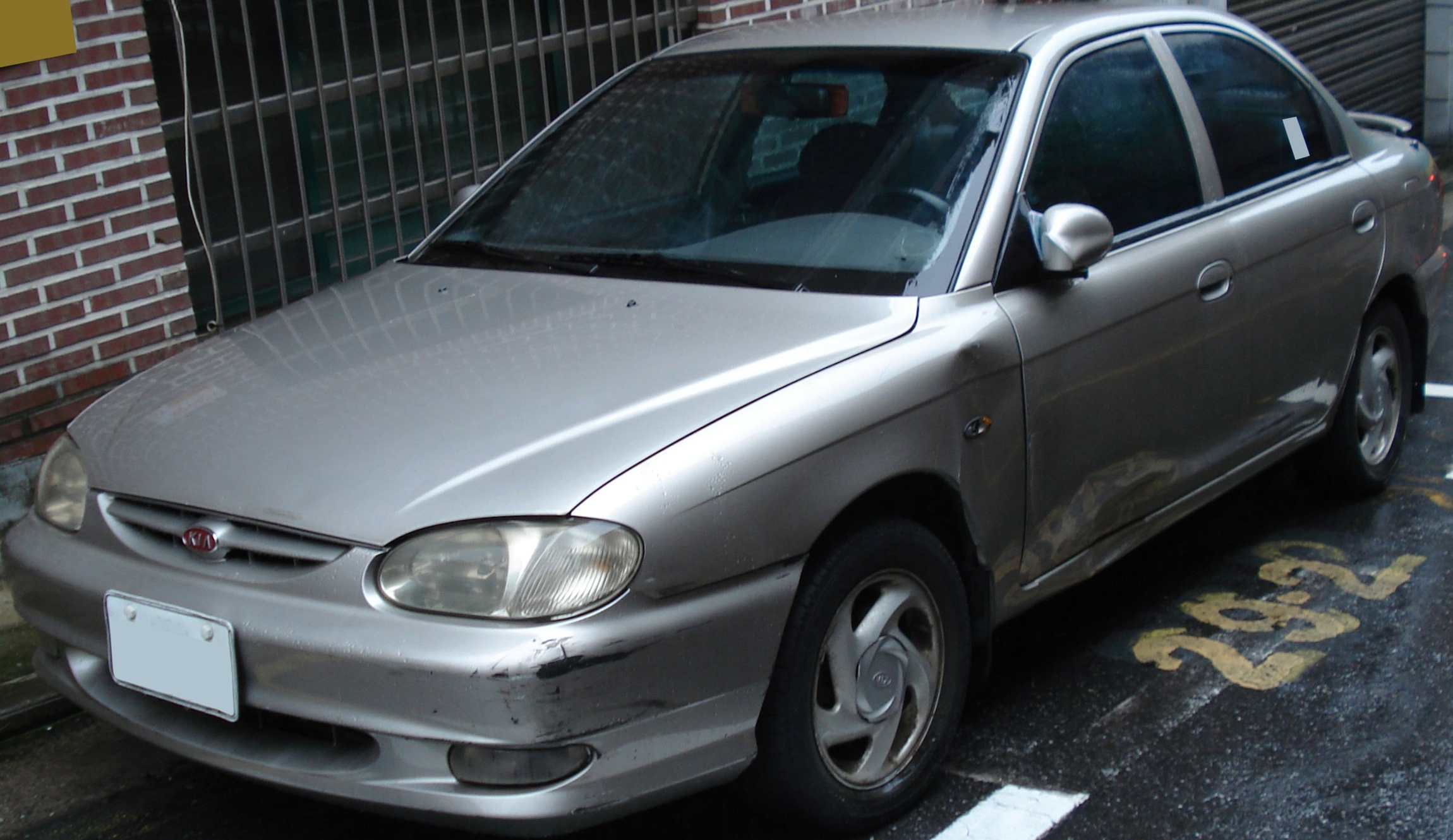
기아 세피아 Ⅱ 정측면

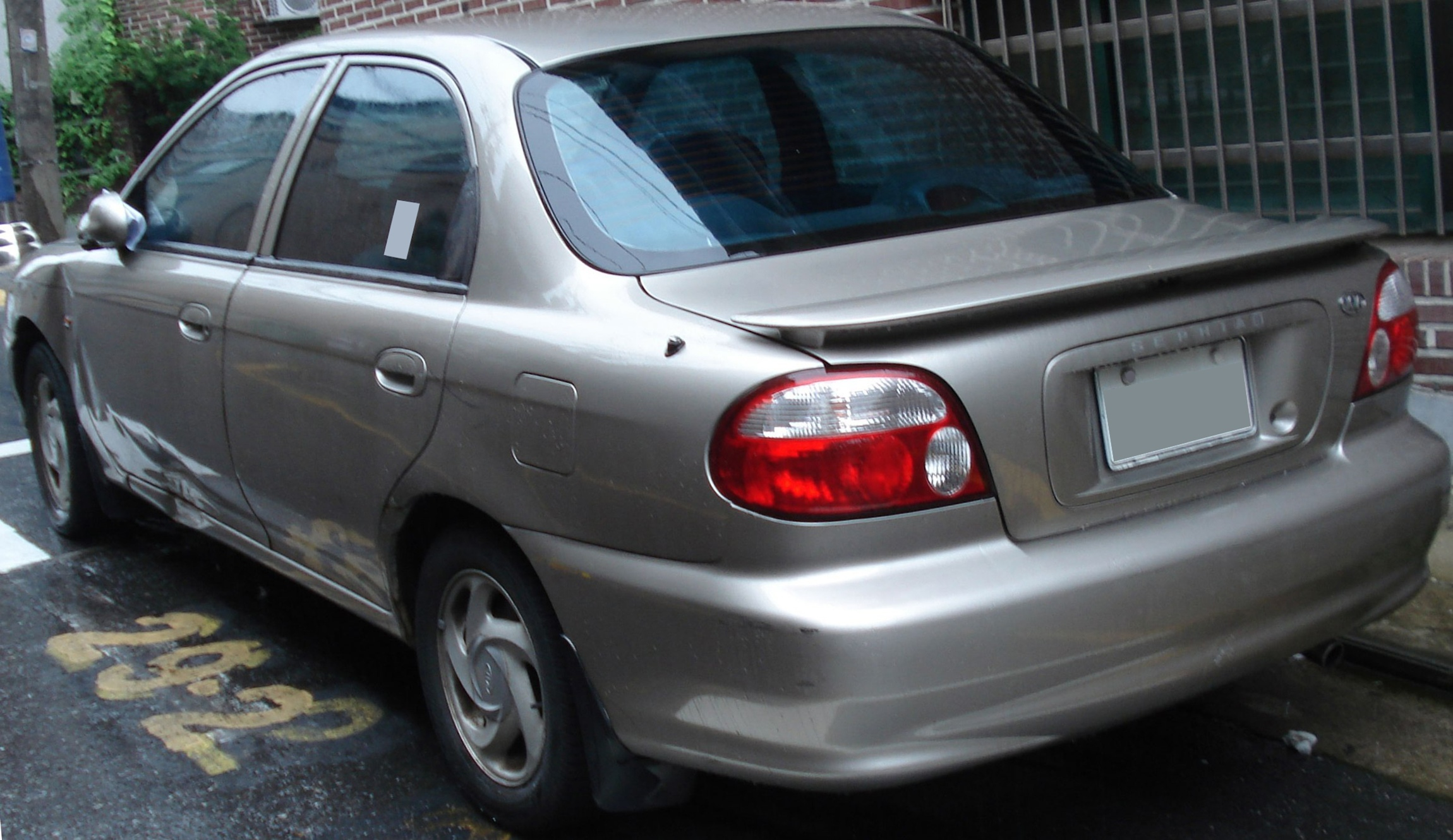
기아 세피아 Ⅱ 후측면

1997년 8월 18일에 출시된 세피아 2는 당시 경쟁 상대였던 현대 아반떼(J2), 대우 누비라와 경쟁하기 위하여 대한민국 소비자의 선호 경향을 최대한 반영하여 풍만해 보이는 디자인과 승차감의 향상에 주안점을 두었다. 하지만 차체가 커져 성능이 제대로 보강되지 못하고, 엔진 성능은 오히려 1세대보다 떨어졌다. 거기에 곧 이어진 기아자동차의 부도 사태와 대한민국의 IMF 구제금융 요청 사태로 인해 세피아의 시장 점유율의 하락으로 인한 판매 부진 등으로 인해 경쟁 모델인 현대 아반떼(J2), 대우 누비라에 밀렸다. 1999년 4월 19일에 2000년형 세피아 2로 연식이 변경되어 판매되다가 2000년 5월 29일에 스펙트라로 페이스 리프트되었다.

#### 제원
| 구분                 | 1.5ℓ SOHC                 | 1.5ℓ DOHC                 | 1.8ℓ DOHC                 |
| -------------------- | ------------------------- | ------------------------- | ------------------------- |
| 전장 (mm)            | 4,430                     | 4,430                     | 4,430                     |
| 전폭 (mm)            | 1,700                     | 1,700                     | 1,700                     |
| 전고 (mm)            | 1,410                     | 1,410                     | 1,410                     |
| 축거 (mm)            | 2,560                     | 2,560                     | 2,560                     |
| 윤거 (전, mm)        | 1,465                     | 1,465                     | 1,465                     |
| 윤거 (후, mm)        | 1,455                     | 1,455                     | 1,455                     |
| 승차 정원            | 5명                       | 5명                       | 5명                       |
| 변속기               | 수동 5단 자동 4단         | 수동 5단 자동 4단         | 수동 5단 자동 4단         |
| 구동 형식            | 전륜구동                  | 전륜구동                  | 전륜구동                  |
| 연료                 | 가솔린                    | 가솔린                    | 가솔린                    |
| 배기량 (cc)          | 1,498                     | 1,498                     | 1,793                     |
| 최고 출력 (ps/rpm)   | 90/5,500                  | 101/5,000                 | 130/6,000                 |
| 최대 토크 (kg*m/rpm) | 13.1/3,000                | 14.0/4,000                | 17.0/4,000                |
| 서스펜션 (전)        | 맥퍼슨 스트럿             | 맥퍼슨 스트럿             | 맥퍼슨 스트럿             |
| 서스펜션 (후)        | 듀얼 링크식 맥퍼슨 스트럿 | 듀얼 링크식 맥퍼슨 스트럿 | 듀얼 링크식 맥퍼슨 스트럿 |
| 연비 (km/ℓ)          | 15.2(수동)/ 13.2(자동)    | 15.3(수동)/ 13.5(자동)    | 13.6(수동)/ 11.7(자동)    |

### 슈마(1997년11월~2000년11월)

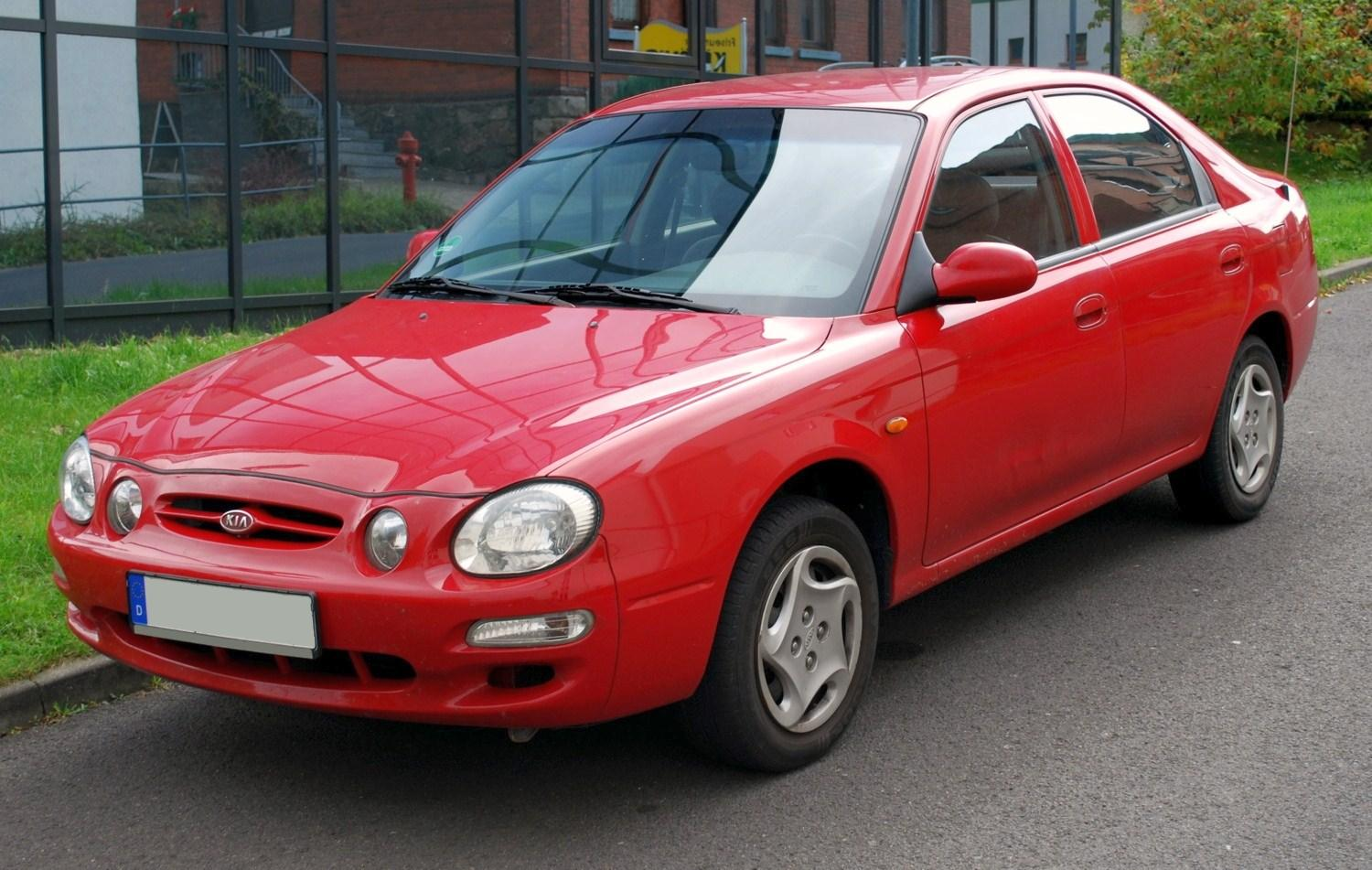
기아 슈마 정측면

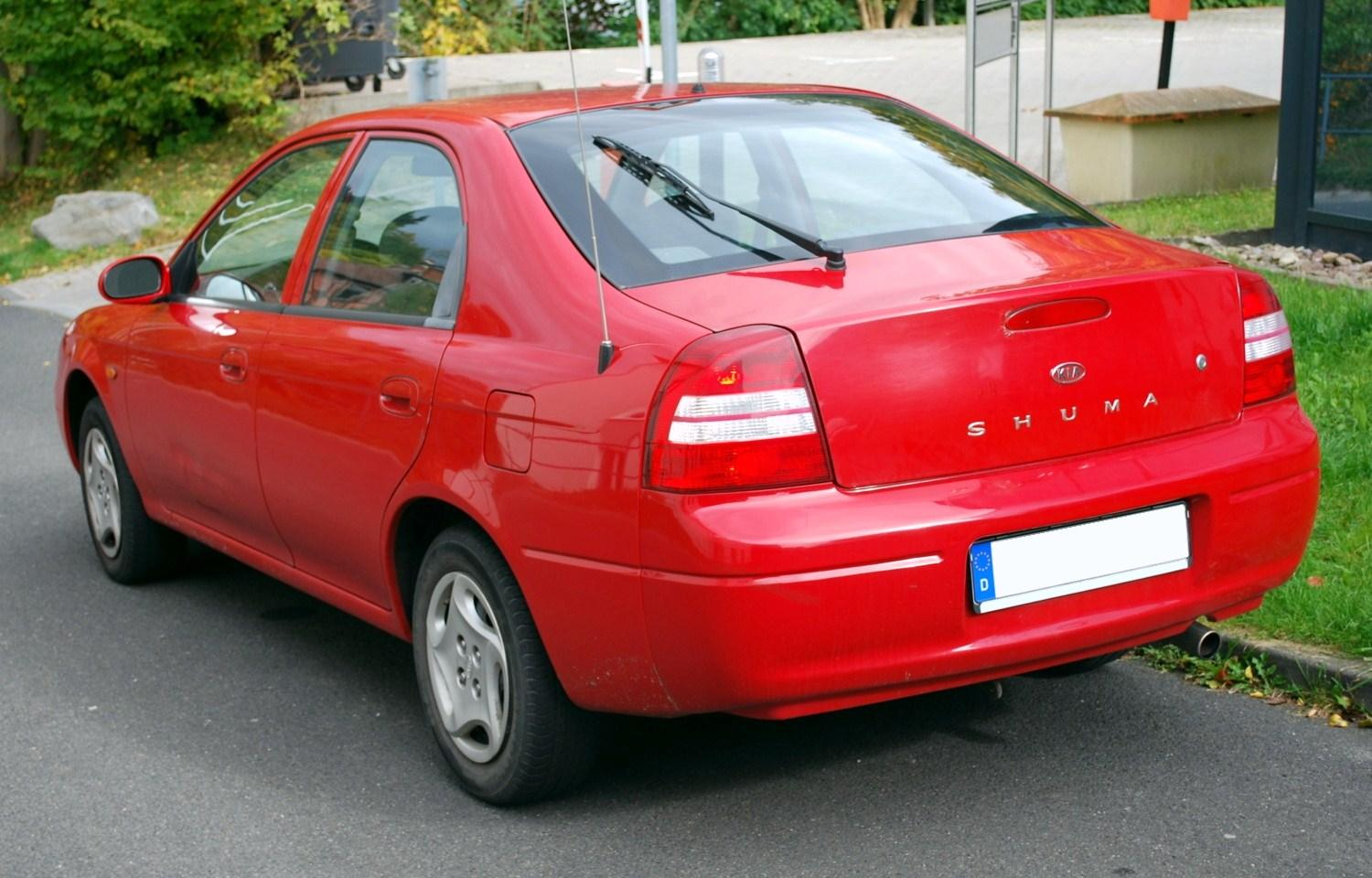
기아 슈마 후측면

세피아 2의 테라스 해치백 타입으로, 현대 티뷰론이 선점하는 스페셜티 카 시장 진입을 목표로 개발되었다. 차명인 슈마는 라틴어로 '최고, 최강'을 뜻한다. 1997년 11월 20일에 출시된 슈마는 트윈 헤드 램프로 인하여 토요타 셀리카(6세대)를 표절했다는 의혹을 받기도 했다. 엔진은 1.5ℓ SOHC, 1.5ℓ DOHC, 1.8ℓ DOHC 등 3가지를 얹었으며, 대한민국의 모터 스포츠계에도 발을 들여놓기도 했다. 1998년 7월 10일에 1999년형 슈마로, 1999년 4월 19일에 2000년형 슈마로, 2000년 2월 15일에 밀레니엄 슈마로 연식변경되어 판매되다가, 11월 2일에 스펙트라 윙으로 페이스 리프트되었다. 슈마라는 명칭은 이후 포르테 쿱과 K3 쿱의 중국 시장용 명칭으로 쓰이게 된다.
| 구분                 | 1.5ℓ SOHC                 | 1.5ℓ DOHC                 | 1.8ℓ DOHC                 |
| -------------------- | ------------------------- | ------------------------- | ------------------------- |
| 전장 (mm)            | 4,475                     | 4,475                     | 4,475                     |
| 전폭 (mm)            | 1,700                     | 1,700                     | 1,700                     |
| 전고 (mm)            | 1,410                     | 1,410                     | 1,410                     |
| 축거 (mm)            | 2,560                     | 2,560                     | 2,560                     |
| 윤거 (전, mm)        | 1,465                     | 1,465                     | 1,465                     |
| 윤거 (후, mm)        | 1,455                     | 1,455                     | 1,455                     |
| 승차 정원            | 5명                       | 5명                       | 5명                       |
| 변속기               | 수동 5단 자동 4단         | 수동 5단 자동 4단         | 수동 5단 자동 4단         |
| 구동 형식            | 전륜구동                  | 전륜구동                  | 전륜구동                  |
| 연료                 | 가솔린                    | 가솔린                    | 가솔린                    |
| 배기량 (cc)          | 1,498                     | 1,498                     | 1,793                     |
| 최고 출력 (ps/rpm)   | 90/5,500                  | 101/5,000                 | 130/6,000                 |
| 최대 토크 (kg*m/rpm) | 13.1/3,000                | 14.0/4,000                | 17.0/4,000                |
| 서스펜션 (전)        | 맥퍼슨 스트럿             | 맥퍼슨 스트럿             | 맥퍼슨 스트럿             |
| 서스펜션 (후)        | 듀얼 링크식 맥퍼슨 스트럿 | 듀얼 링크식 맥퍼슨 스트럿 | 듀얼 링크식 맥퍼슨 스트럿 |
| 연비 (km/ℓ)          | 15.2(수동)/ 13.2(자동)    | 15.3(수동)/ 13.5(자동)    | 13.6(수동)/ 11.7(자동)    |

## 여담
- 1세대 전기형의 지체장애인 네 손가락의 피아니스트 이희아의 어머니 우갑선 씨가 자가용을 몰고 갔다.
- 래퍼 슬리피가 세피아 전기형을 소유했었다. 1994년식 GLXi 오토매틱 위에서 언급된 것처럼 힘이 부족하다는 평. 현재는 사고로 폐차상태이다.